# Malurus coronatus
La ratona australiana de corona morada o maluro coronado (Malurus coronatus) es una especie de ave paseriforme de la familia Maluridae endémica del norte de Australia. 

## Descripción
El plumaje de las partes superiores del son de color pardo con las alas pardogrisáceas. Tiene el pico y las patas negras. El macho en plumaje reproductivo tiene el píleo de color violeta rodeado por una franja negra que le cruza los ojos y otra mancha negra en lo alto de la cabeza. Su cola es azul con las puntas blancas. Sus partes inferiores son blancas con los costados y vientre manchados de canela. En su plumaje de eclipse tiene el píleo gris y la cabeza moteada de negro y gris. La hembra se diferencia porque tiene el píleo grisáceo, las coberteras auriculares marrones y la cola de color azul grisáceo. Los inmaduros tienen el píleo pardo, aunque los machos empiezan a mostrar plumas negras en la cara cuando tienen entre 6 a 9 meses.
Se han registrado tres llamadas diferentes: un alto y vibrante chipa-chipa-chipa, un chit más quedó como llamada de contacto cuando buscan alimento en grupo, y una llamada de alarma consistente en un disonante zit.

## Taxonomía
El primero en recolectar un ejemplar de maluro coronado fue el médico J. R. Elsey, durante la expedición de A. C. Gregory por el norte de Australia de 1855 y 1856. Se recogieron dos especímenes en el río Victoria un tercero en el río Robinson que se examinaron durante unos 100 años. Fue descrita científicamente por el ornitólogo John Gould en 1858. Su nombre específico coronatus significa coronado.
Se reconocen dos subespecies de este pájaro M. c. coronatus y M.c. macgillivrayi. La subespecie nominal se encontró en la región de Kimberley del noroeste de Australia. La subespecie macgillivrayi fue nombrada por Gregory Mathews en 1913, procedía de las tierras que bordeaban el golfo de Carpentaria. Su singular plumaje indujo a Mathews a situarlo en un género aparte, Rosina. Sin embargo las pruebas genéticas demuestran que sus parientes más cercanos son la ratona australiana azul y la franjeada del género Malurus.

## Distribución y hábitat
El maluro coronado solo se encuentra en el norte de Australia. El área de distribución de ambas subespecies está separado por unos 200 km de tierras inhóspitas para ellas, y ha sido así alrededor de los últimos 10 000 años.
Su hábitat preferido son las zonas con hierba alta o palmas Pandanus, a unos 10 m de un río o un manantial.